# 坂本一敏
坂本 一敏（さかもと かずとし、1977年4月2日 -）は、東京都出身の日本の俳優である。身長181cm・体重68kg・O型である。浅井企画に所属している。

## 略歴・人物
特技はバスケットボール（インターハイ出場）（ウィンターカップベスト8）、ボクシング4年、野球、スノーボードなどである。20歳からモデル活動を始め、数多くのCMに出演するなどモデルとしても活躍している。

## 主な出演

### テレビ
- シェエラザード（2004年NHK）- 栗原恭平 役
- ファイブ（2008年NHK）
- 刑事（NTV）
- 水曜ミステリー9「下町！おかず横丁殺人事件簿」（TX）
- 定禅寺の人々（仙台放送）
- はじめての地デジ~ついにその日はやってきた~（2010年3月NHK）- 片岡 役
- ウルトラゾーン（2012年2月、tvk・チバテレ・テレ玉・サンテレビ・メ〜テレ）- 田崎 役

### 映画
- HERO（2007年）
- 叫（さけび）（黒沢清監督）
- クレーマー - 準主役・荒木元雄 役（金子大志監督/2008年）
- 制服サバイガール - 笠部哲郎 役（金子大志監督/2009年）
- 草食系男子。 - 川村大樹 役（和田宗衛門監督/2010年）
- くノ一忍法帖〜月の影〜 - 星野織部 役（菱沼康介監督/2011年）

### 舞台
- 月と箱舟：STRAYDOG STUDIO（2000年6月）
- 悲しき天使：STRAYDOG STUDIO（2000年8月）
- 皆殺しの天使：STRAYDOG STUDIO（2000年11月）
- 悲しき天使：中野ザ・ポケット（2000年12月）
- 暗闇のレクイエム：STRAYDOG STUDIO（2001年2月）
- カノン：スペース107（2001年4月）
- 路地裏の優しい猫：全労済ホールスペース・ゼロ（2001年7月）
- 映像都市〜チネチッタ：スペース107（2001年10月）
- 蒲田行進曲：STRAYDOG STUDIO（2001年12月）
- a man’s man もしくは・・・（2009年3月）
- 企画演劇集団ボクラ団義「嘘ツキタチノ唄」（作・演出 久保田唱、2013年1月18日 - 1月27日、池袋シアターグリーン BOX in BOX THEATER）
- W氏の帰れない夜（作・演出：西田シャトナー、2013年4月23日 - 29日、下北沢小劇場楽園）
- team Omelet「RIVER」（2015年9月21日 - 23日、武蔵野芸術劇場）
- スズキプロジェクト「ONE WAY」（2015年12月16日 - 21日、中目黒ウッディーシアター）

### CM
- 東京インテリア家具
- NTTドコモ東海
- アイフル（2000-2001年）
- エバラ食品（2001年）
- JR東海 のぞみ（2001-2002年）
- NTT DoCoMo FOMA（2002年）
- 中部電力（2002年）
- 四谷学院（2002年）
- DDIポケット（Air H"）（2002-2003年）
- NTT DoCoMo（@Freed）（2003年）
- 出光興産（2003年）
- サントリーフルーツワイン（2003年）
- ケンタッキーフライドチキン（ナンカツサンド／クリスマス）（2003年）
- サントリーボス（2004年）
- JT（2004年）
- 北陸電力（2005年）
- 丸井（2006年）
- グッドウィル（2006年）
- 花王「ヘルシア緑茶」 （2007年）
- ケロッグ「オールブランクラッカー」（2008年）
- 警察庁採用ポスター（2008年）
- 日本郵便（2008年）
- ヴィクトリアゴルフ（2008年〜）
- Wiiスポーツ（2008年）
- 品川近視クリニック（2008年〜）

・スズキ スイフト（2021年～）

### スチール
- マイクロソフト
- Canon
- 三菱商事
- DELL
- JR東海
- 日立
- 丸井
- 東芝
- ゼクシィ
- コナミスポーツ
- イオン
- デサント
- 日産自動車
- エーザイ
- コナミ
- 富士通
- PLUS
- au
- NTT DoCoMo
- 富良野プリンスホテル

### 雑誌
- 『CLASSY』
- 『Best Gear』
- 『週刊パワーゴルフ』
- 『オレンジページ』
- 『自転車生活』

### VP
- モビマジック
- 味の素
- 沖電気
- 丸ビル
- スバル